# Salar Aghili

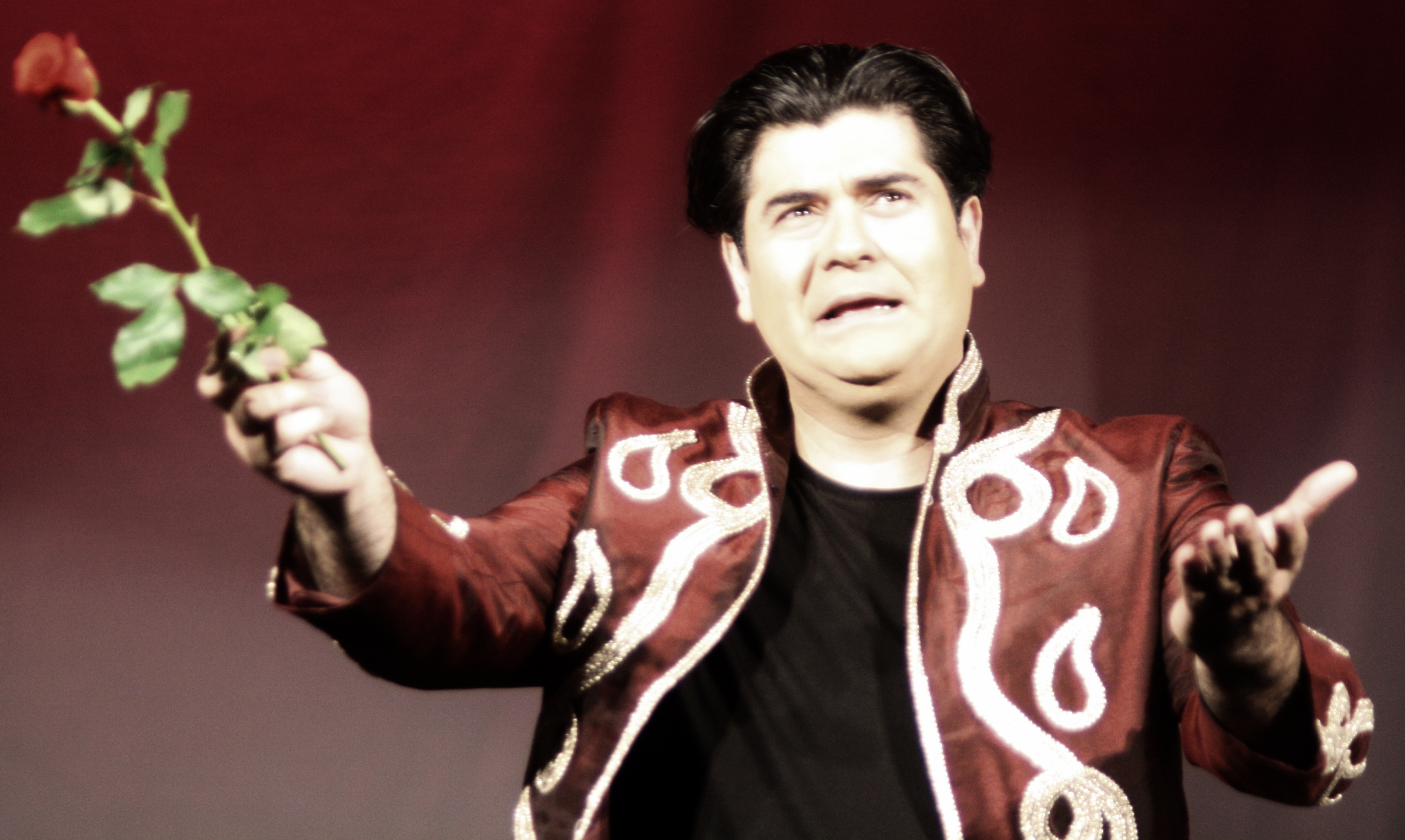
Salar Aghili (2015)

Salar Aghili (anhörenⓘ Persisch: سالار عقیلی Sālār ʻAqīlī; * 2. Dezember 1977 in Teheran) ist ein iranischer Sänger.  
Aghili ist Schüler von Sedigh Ta'rif. Er studierte neben traditionellem persischem Gesang auch die zeitgenössische iranische Musik Mohammad-Resa Schadscharians. 1988 gründete er Raz o Niaz, ein Ensemble für traditionelle persische Musik. Mit diesem und dem Ensemble Dastan unternahm er internationale Konzertreisen. Mit dem Münchner Rundfunkorchester nahm er Nader Mashayekhis Moulana und fié me fié II auf. Er arbeitete in Deutschland auch mit dem Berliner Rundfunkchor und dem Osnabrücker Sinfonieorchester und im Iran mit dem Iranischen Nationalorchester und dem Teheraner Sinfonieorchester zusammen. Regelmäßig tritt er auch mit seiner Frau, der Daf-Spielerin und Pianistin Harir Shariatzadeh auf.